# 채종범
채종범(蔡鍾範, 1977년 12월 3일 ~ )은 전 KBO 리그 KIA 타이거즈의 외야수이다.

## 선수 시절

### SK 와이번스시절
2000년에 창단 멤버로 입단한 후 2002년에 2할대 타율, 17홈런, 68타점의 수준급 성적을 비롯해 3년 연속 세 자릿수 안타를 기록하며 주전 좌익수로 맹활약했다.
하지만 2004년 그가 어깨 부상으로 입원하던 중 병역 비리 사건에 연루된 사실이 적발되면서 이듬해 공익근무요원으로 입소했고, 2008년에 소집 해제 후 복귀했으나 그가 복무 중인 사이 기량이 성장한 외야수 김강민에 주전 경쟁에서 밀려 2008년 5월 4일 3:2 트레이드를 통해 KIA 타이거즈로 이적하였다.

### KIA 타이거즈시절
이후 대타로 간간히 출장해 1할대 타율, 4홈런, 16타점을 기록했다. 2009년 시범 경기 중 부상을 당해 시즌 아웃됐고, 부상의 여파로 이듬 해에는 29경기에 그쳤다. 2011년에는 단 1차례도 1군에 올라오지 못하고 시즌 후 방출됐다.

## 야구선수 은퇴 후
은퇴 후 당시 NC 다이노스의 감독이었던 김경문의 부름을 받아 타격코치로 선임돼 그가 현역 시절 신생 팀에서 프로에 입문한 것처럼 지도자도 신생 팀에서 시작하였다. 하지만 2012년 시즌 후 NC 다이노스와 재계약에 실패하고 코치직에서 물러났다. 2013년 kt 위즈의 코치로 선임됐다.
2015년에 잠시 1군 코치로 있었으나 코치진 개편으로 잔류군 야수코치로 이동했고, 2015년 시즌 후 타격보조코치로서 1군에 복귀했다.

## 별명
- 이름이 같은 이종범의 별명 중 하나인 '종범갑'이라는 별명에서 따온 '종범을'이라는 별명이 있다.

## 에피소드
- 마산고등학교 시절에 유격수로 활약하며 청소년 대표에 뽑혔다. 이때 그와 키스톤으로 호흡을 맞췄던 2루수는 그의 1년 후배이자 kt 위즈의 내야수였던 신명철이었다. 한편 신명철과는 kt 위즈에서 처음 함께 했다.
- 2002년 5월 29일 삼성 라이온즈와의 경기에서 역대 2번째 6타수 6안타를 기록했다.
- 2007년 SK 와이번스가 창단 이래 첫 우승을 했을 때 그는 공익근무요원으로 대체 복무 중이었고, 2008년에는 3:2 트레이드로 KIA 타이거즈에 이적하면서 친정 팀의 우승을 함께하지 못했다. 2009년에는 시범 경기 중 부상으로 정규 시즌이 되기도 전에 시즌 아웃되며 한국시리즈에 출전하지 못했다. 이를 두고 그는 SK 와이번스는 자신이 부재 중이었을 때 한국시리즈에서 우승했으며 KIA 타이거즈도 한국시리즈에서 우승할 것이라고 말하기도 했다.[5] 그는 2003년 현대 유니콘스와의 한국시리즈에 출전했다.

## 출신 학교
- 경남 용지초등학교
- 마산동중학교
- 마산고등학교
- 연세대학교 96학번

## 통산 기록
| 년도 | 팀    | 경기수 | 타수 | 안타 | 홈런 | 득점 | 타점 | 도루 | 4사구 | 삼진 | 타율  |
| ---- | ----- | ------ | ---- | ---- | ---- | ---- | ---- | ---- | ----- | ---- | ----- |
| 2000 | SK    | 132    | 457  | 113  | 8    | 55   | 52   | 5    | 44    | 59   | 0.247 |
| 2001 | SK    | 117    | 396  | 141  | 18   | 54   | 38   | 16   | 53    | 49   | 0.355 |
| 2002 | SK    | 127    | 478  | 139  | 17   | 79   | 68   | 10   | 65    | 70   | 0.291 |
| 2003 | SK    | 94     | 233  | 54   | 3    | 20   | 15   | 0    | 17    | 34   | 0.242 |
| 2004 | SK    | 104    | 321  | 94   | 7    | 48   | 43   | 2    | 44    | 44   | 0.293 |
| 2005 | SK    | 8      | 9    | 5    | 0    | 4    | 1    | 0    | 2     | 1    | 0.556 |
| 2008 | KIA   | 70     | 147  | 29   | 4    | 13   | 16   | 2    | 15    | 33   | 0.197 |
| 2010 | KIA   | 29     | 77   | 18   | 3    | 6    | 13   | 0    | 7     | 15   | 0.234 |
| 통산 | 8시즌 | 681    | 2108 | 553  | 50   | 279  | 246  | 25   | 247   | 305  | 0.262 |

## 참조
1. ↑  삼성·상무 2군 리그 우승 外 - 스포츠한국
2. ↑  이환범, 채종범-이성열, 이적생 성공신화 연다, 《스포츠 서울》, 2008. 7. 4.[깨진 링크(과거 내용 찾기)]
3. ↑  박종훈 전 LG 감독, NC 다이노스행[깨진 링크(과거 내용 찾기)] - 스포츠서울
4. ↑  KT, 윤형배·박재현·채종범 신임 코치 영입 보관됨 2013-07-26 - 웨이백 머신 - OSEN
5. ↑  채종범의 우승 팀 예언 이유는? 보관됨 2009-10-25 - 웨이백 머신 - 스포츠서울